# Simca Profissional
Der Simca Profissional war ein Nachfolgemodell des Simca Alvorada, welcher selbst eine abgespeckte Version des Simca Chambord war. Der damalige brasilianische Staatspräsident Juscelino Kubitschek und seine Regierung hatten bestimmt, dass jeder Automobilhersteller im Land eine kostengünstige Basisversion der jeweiligen Modellreihe anbieten solle, um so vielen Brasilianern wie möglich die Gelegenheit zu geben, ein eigenes Auto zu besitzen.

## Neue Anreize und neue Version
Im Jahr 1965 schuf die brasilianische Regierung eine neue Möglichkeit der öffentlichen Finanzierung durch ihre öffentlich-rechtliche Bank Caixa Econômica Federal. Dadurch wurde es den Brasilianern ermöglicht, ein Fahrzeug über vier Jahre mit einem monatlichen Zinssatz von 1 % zu finanzieren.
Dadurch war natürlich eine Reihe neuer Kunden zu gewinnen und Simca do Brasil suchte die Möglichkeit, den Simca Alvorada billiger anzubieten, damit er auch attraktiv wurde, zum Beispiel für Taxi-Betreiber. Somit erschien der Simca Profissional 1965 in drei Farbvarianten (gelb, grün und cremeweiß) und ohne Chromteile (auch die Stoßfänger waren in Dunkelgrau gehalten). Die bereits einfache Ausstattung des Alvorada wurde mit Kunststoff-Sitzbezügen statt Ledersitzen und dunklen Türverkleidungen aus Karton, die einfach auf das Metall geschraubt wurden, unterboten.
Dadurch war der Profissional 30 % billiger als das Ursprungsmodell des Alvorada, der Simca Chambord. Die Stückzahlen dieser Version wurden anscheinend nie dokumentiert und im Gegensatz zum Alvorada hatte der Simca Profissional keine eindeutigen Chassis-Nummern, sondern diese Version wurde beim Simca Chambord mitgezählt.